# Mutatá
Mutatá est une municipalité située dans le département d'Antioquia, en Colombie.